# Monna Tessa

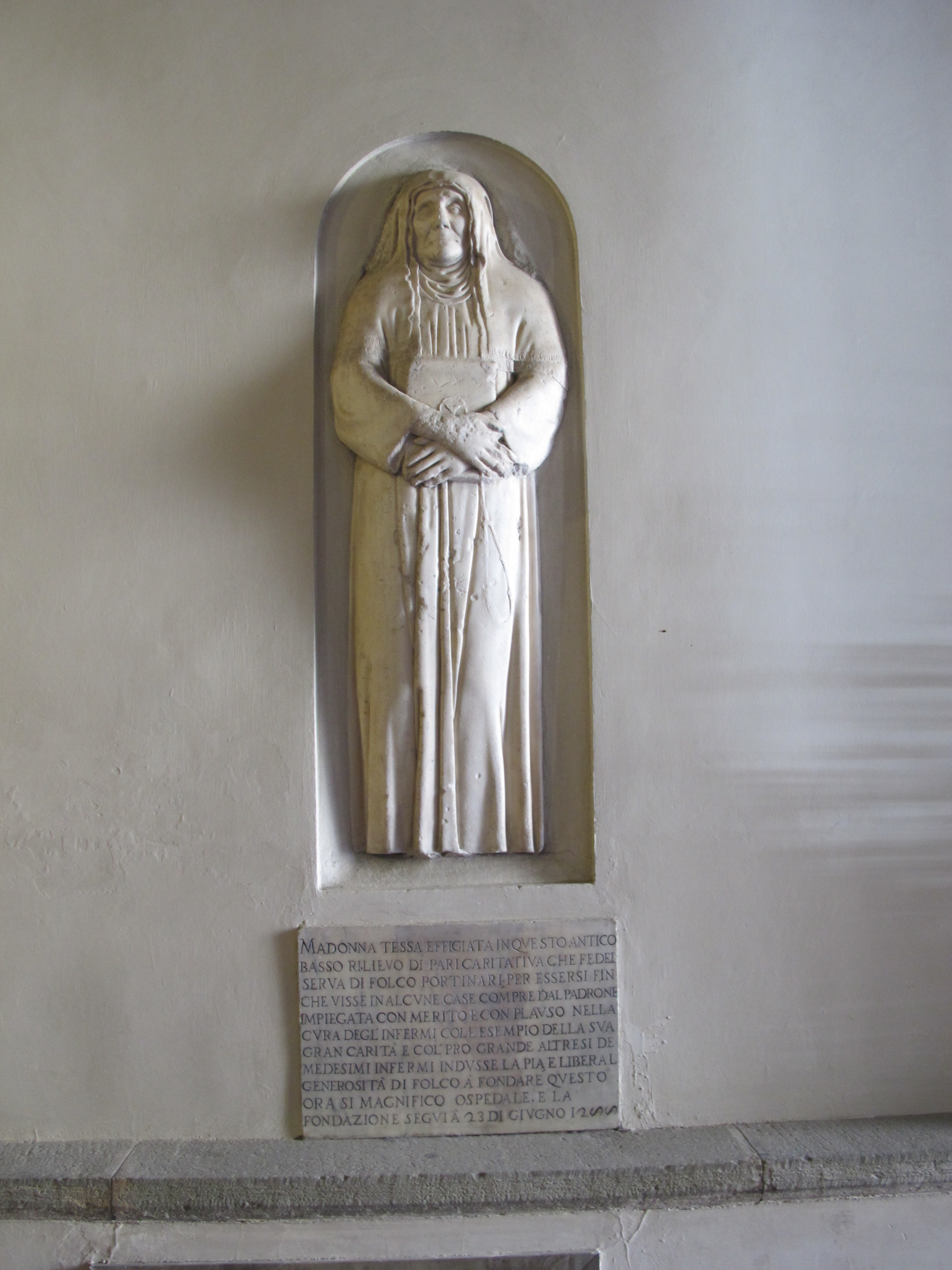
La lastra tombale di Monna Tessa

Monna Tessa (... – Firenze, 3 luglio 1327) fu una serva di casa Portinari, che ispirò la fondazione dell'ospedale di Santa Maria Nuova a Firenze, e diede vita alla congregazione delle Oblate per l'assistenza ai malati.

## Biografia
"Madonna" Tessa (diminutivo di Contessa, un nome femminile diffuso nel Medioevo e ispirato alla figura della contessa Matilde di Canossa), era vedova del bastaio Tura (artigiano che realizzava i "basti", le selle grosse e rozze per cavalcare asini e muli o per assicurarvi i carichi), ed entrò a servizio della famiglia Portinari, al tempo di Folco e della Beatrice amata da Dante. 
L'anziano Folco, desideroso di riscattare la sua anima dopo una vita dedicata all'attività di banchiere, all'ombra del peccato di usura, decise di fondare un ospedale per la cura degli ammalati, ispirandosi alla caritatevole figura proprio di Monna Tessa, che divenne quindi la leggendaria ispiratice dell'ospedale di Santa Maria Nuova, tuttora esistente.
Dopo la fondazione vera e propria, nel 1288, Monna Tessa con altre pie donne fondò la congregazione delle Oblate, che per secoli si occupò della cura degli infermi nell'ospedale, come antesignane infermiere.
Nella prima cappella dell'ospedale si trovava la lastra tombale di Monna Tessa, poi spostata sulla parete del chiostro delle Ossa e tuttora esistente, con un'iscrizione che ne ricorda la figura.